# Leptocircini
De Leptocircini zijn een geslachtengroep van vlinders uit de familie van de pages (Papilionidae). De groep telt 144 beschreven soorten, verdeeld over zeven geslachten, waaronder Eurytides, Graphium en Lamproptera. De geslachtengroep komt verspreid over de wereld voor. Eén soort, Protographium marcellus, is endemisch in Noord-Amerika.

## Geslachten
- Lamproptera Gray, 1832
  - = Leptocircus Swainson, 1833
- Eurytides Hübner, 1821
- Graphium Scopoli, 1777
- Iphiclides Hübner, 1819
- Mimoides Brown, 1991
- Protesilaus Swainson, 1832
- Protographium Munroe, 1961
  - = Neographium Möhn, 2002